# 姫路市歌
「姫路市歌」（ひめじしか）は、兵庫県姫路市が1949年（昭和24年）に制定した市歌である。作詞・河西新太郎、作曲・須藤五郎。
本項では、姫路市に編入された町村が制定していた町村歌についても併せて解説する。

## 解説
1949年（昭和24年）の市制60周年を記念して歌詞を一般公募し、8月18日に開催された記念式典で発表と初演奏が行われた。3年前に制定された西宮市歌と同様に「平和」「自由」「自治」「文化」「民主」など戦後間もない時期に制定された「復興市民歌」の色彩が濃い歌詞で、地域の情景は市のシンボルたる姫路城を1番、播磨灘を2番で取り上げている。
現在では姫路市役所の仕事始めに演奏されている他、市が毎年発行する『市政の概要』でも歌詞と楽譜が見開きで掲載されているが、市のサイトでは長らく紹介されていなかった。2016年（平成28年）6月に姫路市議会第2回定例会で「市歌の存在が市民に周知されていないのではないか」とする質問が行われ、同年8月17日からは市のサイトで従前から掲載されていた1989年（平成元年）発表の市民愛唱歌「夢ある姫路（まち）」と併せて紹介されている。

## 姫路市に編入された町村の自治体歌
以下は姫路市に編入された町村が制定していた町村歌やそれに準じる楽曲である。

### 安室村歌
「安室村歌」（やすむろそんか）は1909年（明治42年）に飾磨郡安室村が制定した村歌である。作詞・細田吉次、作曲・西川洋。
兵庫県内最古の自治体歌とされ、翌1910年（明治43年）の皇太子（大正天皇）行啓記念碑除幕式で斉唱された記録が残されている。また、村立安室尋常小学校（現在の姫路市立安室小学校）は開校時に校歌を制定していなかったため、代用曲として村歌が歌われていたとされる。

### 網干町歌
「網干町歌」（あぼしちょうか）は1928年（昭和3年）に揖保郡網干町が制定した町歌である。作詞・北原白秋、作曲・山田耕筰。
網干尋常高等小学校（現在の姫路市立網干小学校）校長が知人を介して白秋に作詞を依頼した。以後も同校に白秋自筆の原稿が保管されており、1989年（平成元年）に発見されたが校舎の建て替え時に他の郷土資料と合わせて公民館へ移した際に一時散逸し、2008年（平成20年）に再発見された。あぼしまち交流館前に歌碑が建てられている。

### 香寺町町歌
「香寺町町歌」（こうでらちょうちょうか）は1975年（昭和50年）7月に神崎郡香寺町が町民音頭「香寺音頭」と併せて制定した町歌である。作詞・山田護、作曲・飯島豊年。
合併協議会の申し合わせにより、2006年（平成18年）に姫路市へ編入されて以降は「地域の歌」として存続している。

### 夢前町歌
「夢前町歌」（ゆめさきちょうか）は1968年（昭和43年）1月に飾磨郡夢前町が制定した町歌である。作詞・中上学、作曲・秋月直胤。
合併協議会の申し合わせにより、2006年（平成18年）に姫路市へ編入されて以降は「地域の歌」として存続している。

### 輝く未来 安富町
「輝く未来 安富町」（かがやくみらい やすとみちょう）は宍粟郡安富町が1972年（昭和47年）に制定した町歌である。作詞・中川美恵子、補作・ごとうとしのぶ、作曲・桑原美智雄。
合併協議会の申し合わせにより、2006年（平成18年）に姫路市へ編入されて以降は「地域の歌」として存続している。

### 恋港いえしま
「恋港いえしま」（こいみなといえしま）は飾磨郡家島町が制定した町歌である。作詞・島田陽子、作曲・池田八声。
町歌と位置付けられてはいたが表題や曲調は演歌を強く意識したものとなっており、制定動機についても「観光客誘致のためのイメージソングとして」作成されたものであった。
合併協議会の申し合わせにより、2006年（平成18年）に姫路市へ編入されて以降は「地域の歌」として存続している。